# Memurutinderne
Memurutinderne er en række bjergtoppe i Jotunheimen i Lom kommune i Innlandet fylke i Norge. Størst er Store Memurutinden som med en højde på 2.366 meter over havet er det 8. højeste bjerg i Norge. Det ligger på nord for Østre Memurubræen og syd for Veobreæen. Store Memurtinden er også den mest markante af tinderne med en primærfaktor på 336 meter.
Andre tinder i massivet er Østre Memurutinden og Vestre Memurtinden. Østre Memurutinden har en højde på 2.301 moh. og er den 21. højeste fjeldtop i landet. Mellem Store og Østre Memurtinden går Memuruskardet. Vestre Memurutinden består af fem tinder på 2.280, 2.243, 2.230, 2.140 og 2.049 moh. Den højeste af disse fem er den 26. højeste top i landet. Vestre Memurtindan ligger mellem Østre og Vestre Memurubreæen.